# Су-8
Су-8 — советский опытный двухмоторный двухместный бронированный штурмовик времён Великой Отечественной войны. В истории советского самолётостроения остался как один из крупнейших в мире среди специально созданных штурмовиков.
Несмотря на то, что заводские и государственные испытания штурмовик Су-8 прошёл успешно, в серийное производство он не запускался. К тому моменту как Су-8 проходил испытания, советские войска уже подошли к границам Германии и необходимость штурмовика с радиусом действия большим, чем у Ил-2, практически отпала.

## История
Задание на проектирование и постройку бронированного штурмовика Су-8 с двумя моторами М-71 или М-90 было дано П. О. Сухому в мае 1942 г. Конструктор учёл все замечания, поступавшие с фронтов по самолётам аналогичного назначения. Боевые действия первых лет Великой Отечественной показали, что для обеспечения успеха наступательных операций наземных войск, действовавших на больших удалениях от своих аэродромов, а также для штурмовки коммуникаций противника в его оперативном тылу необходимо создание самолёта с увеличенной дальностью и скоростью полёта и усиленным вооружением.
Проектирование самолёта велось ударными темпами и уже к 20 сентября 1942 г. весь комплект чертежей был передан в производство. В августе 1942 года приступили к постройке планера для статических испытаний и двух лётных экземпляров самолёта. Постройка ДДБШ осуществлялась на базе моторного завода № 19 в г. Молотове (ныне Пермь), где опытный завод № 289 находился в эвакуации. Окончание постройки первого экземпляра намечалось на начало мая, а второго — на август 1943 года.
В конце января 1943 года командующий ВВС утвердил эскизный проект модификации ДДБШ в вариантах высотного разведчика и среднего бомбардировщика с пожеланием воплотить этот проект во втором экземпляре ДДБШ.
В начале августа 1943 года началась реэвакуация КБ П. О. Сухого и первый опытный экземпляр ДДБШ (Су-8) перевезли в подмосковный город Тушино, на место новой дислокации завода № 289. Работы по доводке самолёта были продолжены, на нём установили более мощные двигатели М-71Ф.
К началу декабря 1943 года Су-8 совершил на заводском аэродроме несколько рулёжек и подлётов, в процессе которых были выявлены ряд дефектов, устранение которых продолжалось до конца зимы.
11 марта 1944 года заводской лётчик-испытатель Н. Д. Фиксон впервые поднял Су-8 в воздух. Начались заводские лётные испытания, которые с небольшими перерывами продолжались до конца 1944 года. К этому времени серьёзной надобности в новом штурмовике для ВВС уже не ощущалось. Кроме того, были свёрнуты работы по двигателю М-71Ф. Все это в конечном итоге привело к прекращению работ по самолёту Су-8.

## Конструкция
Конструкция — смешанная. Фюзеляж в передней части — бронекорпус, средняя часть — дюралюминиевая, хвостовая часть — деревянный монокок. Центроплан — дюралюминиевый со стальными полками лонжеронов. Крыло однолонжеронное. Отъёмные консоли крыла — деревянные с фанерной обшивкой и дуралюминовыми лонжеронами (их полки — тавры из стали). Разнесённое хвостовое оперение — цельнометаллическое. Шасси — одностоечное, убираемое назад в мотогондолы, хвостовое колесо — убираемое в фюзеляж
Схема — среднеплан с полным бронированием кабин, двигателей, баков и маслорадиаторов. Общая масса брони — 1680 кг (13,5 % нормальной взлётной массы), листы толщиной от 4 до 15 мм. Бронирование кабины штурмовика включало: броневой лист перед лётчиком толщиной 15 мм, 64-мм переднее бронестекло, бронеспинку лётчика толщиной 15 мм, а также 10-мм бронеплиты снизу и с боков лётчика. Детали поперечной защиты кабины толщиной 15 мм выполнены из брони ХД 693. При указанной массе брони обеспечивалась защита экипажа и уязвимых агрегатов самолёта от огня стрелкового оружия противника, в том числе крупнокалиберного.

## Вооружение
Самолёт обладал мощным вооружением. Для борьбы с техникой механизированных соединений противника предназначалась центральная батарея под фюзеляжем, состоявшая из четырёх 37-мм или 45-мм пушек с боезапасом по 50 патронов каждая. Две батареи в консолях крыла, включавшие по четыре 7,62-мм пулемёта, служили для поражения живой силы.
Для защиты от истребителей стрелок-радист имел 12,7-мм пулемёт в башенной турели сверху и один 7,62-мм в люковой кинжальной установке снизу. Боезапас всех пулемётов составлял 5900 патронов.
Основное бомбовое вооружение — 600 кг на внутренней подвеске, в шести отсеках центроплана, вмещавших по одной 100 кг бомбе, или несколько бомб меньшего калибра. С перегрузкой до 1400 кг на наружной подвеске под фюзеляжем Су-8 мог дополнительно нести три крупные бомбы. Также существовали планы оснащения Су-8 подвижной стрелковой установкой Можаровского — Веневидова, позволявшей вести сосредоточенный огонь по наземной цели более длительное время.

## Тактико-технические характеристики

### Технические характеристики
- Экипаж: 2 человека
- Длина: 13,58 м
- Размах крыла: 20,50 м
- Высота: 5,09 м
- Площадь крыла: 60,00 м²
- Масса пустого: 9170 кг
- Нормальная взлётная масса: 12410 кг
- Максимальная взлётная масса: 12 413 — 12 736 кг (13 380 кг с перегрузкой)
- Двигатель: 2 × М-71Ф
  - Мощность: 2200 л. с.

### Лётные характеристики
- Максимальная скорость на большой высоте: 550 км/ч
- Максимальная скорость у земли: 500 км/ч
- Дальность полёта: 1000 км
- Практический потолок: 9000 м
- Время набора высоты, мин/м: 9/5000
- Длина разбега: 400 м

### Вооружение
- Стрелково-пушечное вооружение :
  - 4 × 45-мм или 37-мм пушки под фюзеляжем
  - 8 × 7,62-мм пулемёта ШКАС в консолях крыла
  - 1 × 12,7-мм пулемёт УБТ в верхней установки и
  - 1 × 7,62-мм пулемёт ШКАС в люке.
- Бомбовая нагрузка: 600 кг
  - с перегрузкой — 1400 кг